# 大马村乡
大马村乡，是中华人民共和国河北省邯郸市魏县下辖的一个乡镇级行政单位。

## 行政区划
大马村乡下辖以下地区：
西南村、东南村、西北村、东北村、三马村、西町村、东马村、曹堤村、董庄村、西八里村、中八里村、东八里村、楼寺头村、南旦町村、北旦町村、康北村、二马村和康南村。